# 瓜鲁马尔 (贝拉瓜斯省)
瓜鲁马尔是巴拿马贝拉瓜斯省索纳区的一个城市，2010年是人口为3,239。 该市2000年时人口为3,726，1990年时人口为3,340。